# البريد العشوائي في الهواتف المحمولة

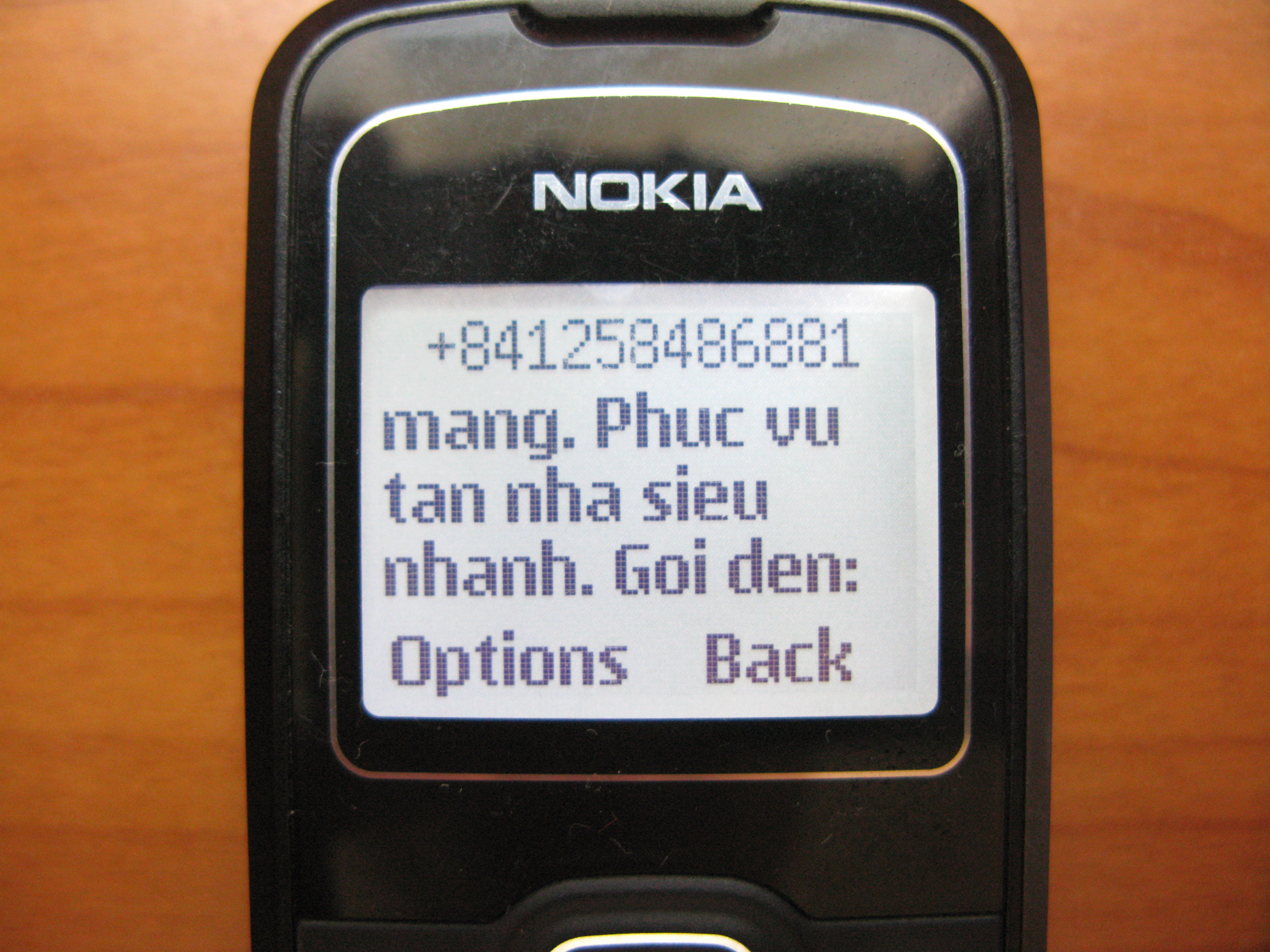
البريد المزعج على شاشة عرض الهاتف المحمول.

البريد العشوائي للهاتف المحمول أو كما يسمى أحياناً بـ «البريد المؤذي» هو شكل من أشكال البريد العشوائي (الرسائل غير المرغوب فيها، وخاصة الإعلانات)، الموجهة إلى الرسائل النصية أو خدمات الاتصالات الأخرى للهواتف المحمولة أو الهواتف الذكية. مع ارتفاع شعبية الهواتف المحمولة في أوائل عام 2000، بدأ المستخدمون المتكررون للرسائل النصية يرون زيادة في عدد الإعلانات التجارية الغير المرغوب فيها (وغير المرغوب فيها عموماً) والتي يتم إرسالها إلى هواتفهم عبر الرسائل النصية. قد يكون هذا الأمر مزعجاً جداً بشكل خاص للمستلم لأنه، على عكس البريد الإلكتروني، قد يتم فرض رسوم على بعض المستلمين مقابل كل رسالة يتم تلقيها، بما في ذلك البريد العشوائي. البريد الإلكتروني العشوائي للهاتف المحمول أقل انتشاراً من البريد الإلكتروني العشوائي في الأحهزة الأخرى، حيث تقول الاحصائيات بأن 90٪ من البريد الإلكتروني في عام 2010 هي رسائل غير مرغوب فيها. يختلف مقدار البريد العشوائي على نطاق واسع من منطقة إلى أخرى. مثلاً في أمريكا الشمالية، ازدادت الرسائل غير المرغوب فيها على الجوّال بشكل مطرد وملحوظ من 2008 ed 2012 ، ومن المتوقع أن تمثل نصف إجمالي مقدار حركة مرور الرقمي في الهواتف المحمولة في عام 2019. وفي أجزاء أخرى من آسيا، كان ما يصل تقريباً إلى 30٪ من الرسائل غير المرغوب فيها في عام 2012.
يعزى الانتشار غير المتكافئ والجغرافي غير المنتشر للبريد العشوائي للهاتف المحمول إلى التباين الجغرافي في انتشار الاتصالات الإلكترونية غير المحمولة مقابل الهاتف المحمول، وارتفاع التكلفة (على مرسلي البريد العشوائي) والحواجز التقنية أمام إرسال الرسائل المحمولة في بعض المناطق، وإلى فرض القانون على الآخرين. اليوم، ولا سيما في أمريكا الشمالية، يتم إرسال معظم الرسائل غير المرغوب فيها للهواتف المحمولة من الأجهزة المحمولة التي لديها خطط غير مسبوقة لسعر الرسائل. بينما في الجهة المقابلة، تسمح خطط الأسعار بإرسال رسائل غير محدودة، ولذلك، فإن معدل الإرسال البطيء نسبياً (وفقاً لحجم 1 / ثانية) يحد من عدد الرسائل التي قد يتم إرسالها قبل إيقاف تشغيل الهاتف المحمول الذي يسيء استخدامه.

## المصطلحات
يوصف البريد العشوائي للهاتف المحمول بأنه «بريد إلكتروني غير مرغوب فيه»، أو «بريد مزعج SMS»، أو «بريد مزعج»، أو "m-spam" أو "mspam".

## الإجرام وإنفاذ القانون
الرسائل غير المرغوب فيها في الرسائل القصيرة تعتبر بنص القانون عمل غير قانوني بموجب القانون العام في العديد من الولايات القضائية وذلك اعتباره ممارسة واعتباره أيضا سلوك تعدي على عمليات الدردشة. الاختصاصات ذات اللوائح التنظيمية الخاصة بالرسائل غير المرغوب فيها والقوانين الخاصة بالرسائل الغير المرغوب فيها والمؤذية لها غراماتها الخاصة، ومن تلك الدول التي تفرض تلك الغرامات هي أستراليا  والاتحاد الأوروبي بصفة عامة وأيضاً الولايات المتحدة.
في الولايات المتحدة، يواجه المخالفون تكاليف باهظة الثمن. على سبيل المثال، في تسوية عام 2008، وافق المخالف على دفع غرامة قدرها 150 دولاراً لكل مستلم بريد عشوائي. وفي تسوية أخرى تختص بالدعوى الجماعية لعام 2010 لـ Satterfield v. Simon & Schuster ، وهي القضية التي وصلت إلى محكمة الاستئناف بالدائرة التاسعة بالولايات المتحدة، وافق المتهمون على دفع غرامة مالية وصل قدرها إلى 175 دولاراً لكل مستلم بريد مزعج (بريد عشوائي). وفي الحالات اللاحقة من ذلك الموقف القضائي، زاد الدفع لكل عضو في الفصل ليصبح الأمر أكثر صرامة، حيث زادت قيمة الغرامة إلى 200 دولار في عام 2011 و 500 دولار في عام 2013.
رداً على ساترفيلد ، شكلت الكيانات التي تجني الأموال من إرسال البريد الإلكتروني المزعج عبر الهاتف المحمول تحالف المناصرة للجوال (MAC) للضغط على الحكومة وذلك لإضفاء الشرعية على هذا النشاط. في الولايات المتحدة، وسعت لجنة التجارة الفيدرالية (FTC) لوائح البريد العشوائي عبر الهاتف لتشمل أيضاً البريد المزعج الصوتي - وغالباً ما يكون ذلك في شكل مكالمات تسويق عبر الهاتف مسجلة مسبقاً - تُعرف باسم robocalls ؛  حيث يمكن للضحايا تقديم شكوى إلى لجنة الاتصالات الفيدرالية. في كاليفورنيا، يحظر القسم 17538.41 من قانون B&P الإعلان عن الرسائل النصية. يمكن للمستهلكين مقاضاة الفرد أو الفصل لكل حق خاص في اتخاذ إجراء ضد الممارسات التجارية غير العادلة أو الممارسات الوهمية المزعجة بغرض جني الأموال. في عام 2019، قدم أعضاء مجلس الشيوخ جون ثون وروجر ويكر وإد ماركي اقتراحاً جديداً بعنوان «قانون إنفاذ القانون الجنائي» المعني لعمليات إساءة استخدام المكالمة الهاتفية وردعها (TRACE) ولردع انتهاكات الروبوكال الإجرامية وتحسين الإنفاذ  الذي أقره مجلس الشيوخ في يوم 22 من شهر مايو بعام 2019.

### الإنفاذ في محكمة المطالبات الصغيرة
أصدرت لجنة الاتصالات الفيدرالية الأمريكية (FCC) أمراً في شهر أغسطس من عام 2004 كررت وقررت فيه بأن رسائل البريد الإلكتروني العشوائي الموجهة إلى الهواتف المحمولة تعتبر غير قانونية بموجب قانون حماية المستهلك عبر الهاتف (TCPA) الحالي. كل هذه الرسائل غير المرغوب فيها المستلمة دون إذن تخول ذلك المتلقي وتعطيه الحق بأن يأخذ البريد أو الرسالة المرسلة إلى محكمة المطالبات الصغيرة وجمع ما لا يقل عن 1 دولار لكل انتهاك. قالوا عن هذا القانون في عام 2003، وكرّروه في عام 2004: يقول مسؤولون القانون بشأن هذا الأمر: «في عام 2003، أصدرنا تقريراً وطلبنا وأكدنا فيه مجدداً بأن TCPA تحظر أي مكالمة باستخدام نظام اتصال هاتفي تلقائي أو رسالة مصطنعة أو مسجلة مسبقاً لأي رقم هاتف لاسلكي. لقد استنتجنا أن هذا يشمل كلاً من المكالمات الصوتية والمكالمات النصية، بما في ذلك مكالمات الرسائل النصية القصيرة (SMS)، على أرقام الهواتف اللاسلكية.» 
يقول أمر TCPA لعام 2003 (18 FCC Rcd في 14115، الفقرة 165): «يحظر كل من النظام الأساسي والقواعد لدينا هذه المكالمات، مع استثناءات محدودة،» على أي رقم هاتف مخصص لخدمة الترحيل، وخدمة الهاتف الخلوي، وراديو متنقل متخصص الخدمة، أو خدمة الناقل المشترك الأخرى، أو أي خدمة يتم تحصيل الرسوم من خلالها للطالب المتصل. «ويشمل ذلك كل من المكالمات الصوتية والمكالمات النصية إلى الأرقام اللاسلكية بما في ذلك، على سبيل المثال، مكالمات خدمة الرسائل القصيرة (SMS)، شريطة أن يتم الاتصال برقم هاتف مخصص لهذه الخدمة.»
في المملكة المتحدة ، إرسال الرسائل النصية غير المرغوب فيها تتعارض مع الجدول 2 من قانون حماية البيانات لعام 1998 والمادة 22 من لوائح الخصوصية والاتصالات الإلكترونية لعام 2003. وتمكن المادة 13 من قانون حماية البيانات لعام 1998 والمادة 30 من لوائح الخصوصية والاتصالات الإلكترونية لعام 2003، حيث يتم السماح للمستهلكون والمتعرضون لعمليا البريد المؤذي بالخضوع لإجراءات التعويض  عن رسائل البريد الإلكتروني العشوائية أو الرسائل النصية.

## التشريع
في عام 2013، قدمت Club Texting، Inc. التماساً من لجنة الاتصالات الفيدرالية (FCC) لإصدار حكم تعريفي بأن المذيعين النصيين ليسوا مصنفين كمرسلين للرسائل النصية، وعقد اجتماعاً خاصاً مع خمسة من موظفي لجنة الاتصالات الفيدرالية (FCC) لمناقشة قضيتهم تلك. هذا يعني أن هيئات البث النصية لن تكون مسؤولة عن البريد المزعج للهاتف المحمول الذي تنقله.

## العوامل التي تعقد الحد من الرسائل غير المرغوب فيها
تتفاقم مشكلة مكافحة الرسائل غير المرغوب فيها في الرسائل القصيرة بعدة عوامل، بما في ذلك انخفاض معدل الرسائل الاقتحامية (مقارنة بالمزيد من الخدمات التي يتم إساءة استخدامها مثل البريد الإلكتروني عبر الإنترنت)، والتي سمحت للعديد من المستخدمين ومقدمي الخدمات بتجاهل المشكلة، ومحدودية توفر البريد العشوائي للهاتف المحمول تصفية البرمجيات. ستكون تصفية الرسائل غير المرغوب فيها عبر الرسائل القصيرة على جهاز المستلم حلاً غير مثالي في الأسواق حيث بطبيعة الأمر يتم حالياً فرض رسوم على المستخدمين لتلقي الرسائل، وهذا أمر من شأنه بأن يزيد ويعقد مسألة حل مكافحة البريد المؤذي ويجعلها أكثر صعوبة، حيث قد يستمر تحميل المستخدم رسوماً على الرسالة بمجرد إرسالها، حتى إذا منعها البرنامج الموجود على الجهاز من الظهور على عرضها واستقبالها بالجهاز. هذه المشكلة غير موجودة في معظم دول العالم خارج الولايات المتحدة، حيث لا يتم فرض رسوم على المستخدمين لتلقي الرسائل.
قد يخاف مقدمو الخدمات من المسؤولية في حال تم حظر رسالة مشروعة ذات طابع طارئ. ومع ذلك، فإن العديد من مقدمي الخدمة يقدمون طواعيةً لمشتركيهم الوسائل التقنية وبعض الحلول التقنية وغير التقنية لتخفيف الرسائل القصيرة غير المرغوب فيها.

## الدفاع والتصدي لمشكلة البريد المؤذي
هناك العديد من الإجراءات والاستراتيجيات التي يمكن أن تساعد الفرد في الحد من الرسائل الالكترونية الغير المرغوب فيها. الإجراءات القانونية يمكن أن تكون فعالة ومجزية ايضاً. تسمح العديد من شركات النقل (مثل AT&T و  T-Mobile و  Verizon و Sprint في الولايات المتحدة؛ و EE و T-Mobile و Orange و O2 في المملكة المتحدة) للمشتركين بالإبلاغ عن الرسائل غير المرغوب فيها عن طريق إعادة توجيه رسائل البريد العشوائي برمز 7726 (شفرة خاصة للرسائل الاقتحامية (SPAM) على لوحة مفاتيح الهاتف التقليدية) (33700 في فرنسا، 1909 في الهند)، وناقلات المملكة المتحدة الأخرى فودافون وثالث استخدام 87726 و 37726 على التوالي. تشير التقارير والاحصائيات إلى أن نصف مليون تقرير تقريباً كان غير مرغوب فيه في فرنسا نتج عنه انقطاع 300 من مرسلي رسائل غير المرغوب فيها، كما تم إرسال العديد من أوامر التوقف والكف عن ذلك العمل. تعتمد بعض تدابير الدفاع عن الرسائل غير المرغوب فيها على الاكتشاف، وهناك تطوران في هذا المجال هما: الأول- برنامج الإبلاغ عن البريد العشوائي الرائد في GSMA ، والآخر هو: تطوير المعايير Open Mobile Alliance (OMA) للإبلاغ عن الرسائل غير المرغوب فيها عبر الأجهزة المحمولة.
في شهر فبراير من عام 2010،  أعلنت جمعية GSM عن برنامج تجريبي سيسمح للمشتركين بالإبلاغ عن الرسائل غير المرغوب فيها عن طريق إرسال الرمز القصير "7726" والذي يتهجى «الرسائل الاقتحامية» على معظم الهواتف. أعلنت AT&T Mobility و Korea Telecom و SFR عن مشاركتها. بعد الإصدار التجريبي، وانضم عدد من مشغلي شبكات الهاتف المحمول الآخرين إلى برنامج خدمة الرسائل غير المرغوب فيها في GSMA لتكون هذه المرحلة بمثابة مرحلة انطلاق للحد من رسائل البريد الإلكتروني الغير مرغوب فيها.
أكمل تحالف Open Mobile Alliance معياره حول "SpamRep"  الذي من شأنه بأن يوفر واجهة موحدة لخادم العميل مناسبة لتقارير المستخدم عن البريد الإلكتروني للجوال، والرسائل القصيرة، والرسائل المتعددة الوسائط، والبريد الإلكتروني العشوائي باستخدام زر يطلق عليه «هذا هو البريد العشوائي» أو بالإنجليزية (This-Is-Spam)، والذي يمكن استخدامه من خلال عناصر القائمة في برامج البريد الإلكتروني. كما ان مستخدمي أنظمة البريد الإلكتروني السلكية يفعلون ويسلكون الآن نفس هذا السبيل والنهج. في عام 2012، استجابةً للزيادة في الرسائل غير المرغوب فيها في الرسائل القصيرة، شكلت جمعية GSM مجموعة تختص في أمان المراسلة وذلك للمساعدة في تقليل تأثير الرسائل غير المرغوب فيها على الأجهزة المحمولة. هناك طريقة أخرى مفيدة للحد من الرسائل غير المرغوب فيها وهي حماية رقم الهاتف الخلوي. أحد أكبر مصادر الرسائل غير المرغوب فيها في الرسائل القصيرة هو حصاد الأرقام الذي تقوم به مواقع الإنترنت التي تقدم تنزيلات نغمات رنين «مجانية». لتسهيل التنزيلات، يجب على المستخدمين تقديم أرقام هواتفهم؛ والتي بدورها تستخدم لإرسال رسائل إعلانية متكررة إلى الهاتف. الصياغة الواردة في شروط خدمة المواقع التي تهدف إلى جعل هذا قانونياً حيث أنها لم تنجح لتكون بمثابة قضية قابلة للنقاش أمام المحكمة.
هناك طريقة أخرى لتقليل الرسائل غير المرغوب فيها التي تقدمها بعض شركات الجوال، وهي إنشاء عنوان مستعار بدلاً من استخدام رقم الهاتف الخلوي كعنوان رسالة نصية. يتم تسليم الرسائل المرسلة إلى الاسم المستعار فقط؛ يتم تجاهل الرسائل المرسلة إلى رقم الهاتف. قدمت مقالة في New York Times معلومات مفصلة عن هذا الجدل في عام 2008. وهناك إجراء مضاد آخر يتمثل في استخدام خدمة توفر رقم هاتف عمومي وتنشر رسائل SMS المستلمة على هذا الرقم إلى موقع ويب متاح للجمهور. يمكن استخدام Google Voice بهذه الطريقة، ولكن مع إبقاء الأرقام والرسائل خاصة. يقدم معظم مزودي خدمة الهاتف الخليوي خيار تعطيل جميع خدمات الرسائل النصية بالكامل على حساب المستخدم. ومع ذلك، فإن هذا الحل المتطرف مرضٍ فقط للمستخدمين الذين لا يحتاجون ولا يرغبون في استخدام الرسائل القصيرة على الإطلاق. لذلك، تظل هنالك مشاكل وفجوات متعلقة في منع رسائل البريد الإلكتروني الغير هامة.
في شهر يونيو من عام 2009، فرضت ثلاث شركات طيران صينية رئيسية - تشاينا موبايل، وتشاينا تيليكوم، وتشاينا يونيكوم - قيوداً على الرسائل النصية من أجل اتخاذ إجراءات صارمة ضد الرسائل الاقتحامية وضد من يمول ويعمل بالتكرار عليها. بموجب القيود، لا يمكن لرقم الهاتف إرسال أكثر من 200 رسالة في الساعة و 1000 في اليوم (في أي يوم من أيام الأسبوع). في الولايات المتحدة، يمكن لمستلمي الرسائل القصيرة العشوائية تقديم شكوى إلى لجنة الاتصالات الفيدرالية باستخدام النموذج 1088G. لمستخدمي الهاتف في المملكة المتحدة، يمكن استخدام صفحة شكاوى مفوضة بالمعلومات ويمكنهم اتخاذ إجراءات ضد المرسل من خلال محكمة المطالبات الصغيرة. ومع ذلك، تتمتع ICO بصلاحيات التصرف ضد الرسائل غير المرغوب فيها التي تنشأ في المملكة المتحدة، وفي حال نشأت الرسائل غير المرغوب فيها خارج نطاق اختصاصها، فإنها ستعيد توجيه التفاصيل إلى جهة تنظيمية محلية معادلة لها إذا وجدت.

## حملات استباقية
في شهر أكتوبر من عام 2014، أطلقت شبكة (حملة) من المحامين في المملكة المتحدة تسمى بـ PIE (Personal Injury Expert) قام المحامون بتكوين الحملة وترويجها على وسائل التواصل الاجتماعي لتوصيل رسالتهم وموقفهم من الرسائل الالكترونية غير المرغوب فيها في الرسائل النصية. كان شعورهم أن استخدام تسويق الرسائل القصيرة غير المرغوب فيها يضيف مزيداً من الأضرار إلى سمعة صناعتهم الضعيفة بالفعل. ركزت الحملة على حقيقة أنه بموجب قانون المملكة المتحدة، من غير القانوني للمحامي الحصول على عمل عن طريق الاتصال المباشر غير المرغوب فيه مع العملاء المحتملين من الإصابة الشخصية. هذا هو الحال حتى في حالة كون المحامي هو الذي لا يتبع النهج غير المرغوب فيه. شجعت الحملة الناس بنشاط على الرد على الرسائل النصية غير المرغوب فيها. عند استلام عرض التمثيل القانوني من المحامي، يقوم الشخص بعد ذلك بإبلاغ المحامي إلى هيئة تنظيم المحامين (SRA) التي ستتخذ الإجراء المناسب بعد ذلك. في النهاية، يمكن لأي محامي يثبت أنه مذنب في مناسبات متكررة من الحصول على عملاء من خلال أساليب غير مرغوب فيها إلغاء شهاداتهم المهنية وبالتالي إنهاء حياتهم المهنية كمحام.

## إنظر أيضاً
- المنشورات المجهولة

## روابط خارجية
- كيفية منع البريد المزعج الهاتف المحمول
- حملة على احتيال مكالمة لم يرد عليها ، بي بي سي نيوز.
- أرقام هواتف البريد المزعج المعروفة في الولايات المتحدة
- أرقام هواتف البريد المزعج المعروفة في المملكة المتحدة